# Patrick: Evil Awakens
Patrick: Evil Awakens è un film del 2013 diretto da Mark Hartley, remake del film horror Patrick del 1978.

## Trama
Kathy è una giovane infermiera desiderosa di mostrare le sue capacità nel suo nuovo lavoro in una isolata clinica psichiatrica. Rimane affascinata da Patrick, un paziente in coma che, secondo il Dr. Roget, è incapace di rispondere ad alcun stimolo esterno. Kathy è inorridita dagli esperimenti che Roget e la capo infermiera Cassidy fanno su Patrick ed inizialmente contenta una volta trovato un modo per comunicare con lui. La situazione diventa spaventosa quando Patrick, ormai ossessionato da Kathy, comincia ad interferire nella vita della ragazza al di fuori della struttura ospedaliera, facendo del male a chiunque osi intromettersi.

## Colonna sonora
La colonna sonora è firmata da Pino Donaggio. Eseguita dalla The City of Prague Philharmonic Orchestra, diretta da Gianluca Podio.
Lista tracce:
01. Deadly Needle (03:45)
02. Car Scene (01:54)
03. First Day (04:02)
04. Kathy Meets Patrick (02:20)
05. The Lift (03:58)
06. Patrick Spits Museum (03:15)
07. Kathy Enters (02:37)
08. Cassidy Dies (02:54)
09. Patrick Computer (02:38)
10. Telepathy Beach (02:18)
11. Telekinesis (04:52)
12. Cassidy Visits Kathy (02:38)
13. Waveform Crazy (01:52)
14. Lighthouse (03:48)
15. Kathy’s Imagination (03:57)
16. Nurse Williams (04:12)
17. You Decide (03:59)
18. Kathy Back To Work (02:15)
19. Dream Or Reality (04:21)

## Distribuzione
Il film è stato distribuito nelle sale cinematografiche australiane il 14 marzo 2014.